# Ачылова, Рахат Ачыловна
Рахат Ачыловна Ачылова  (30 мая 1941 — 5 марта 2015) — доктор философских наук (1988), профессор, ректор Киргизского женского педагогического института имени В. В. Маяковского (1987—1992). Депутат первого созыва Жогорку Кенеша Кыргызской Республики (1995—2000).

## Биография
Родилась 30 мая 1941 года в селе Ортобоз Баткенского района Ошской области Киргизской ССР в семье сельской интеллигенции. Отец — Ачыл Эргешов был директором школы, в 1941 году ушёл на фронт добровольцем и не вернулся, числится исчезнувшим без вести. Мать — Саламат Таштанова избиралась депутатом в Сельский совет. Рахат Ачылову с рождения воспитала бабушка по отцовской линии — Сейде.
Рахат Ачылова была первой девушкой из далёкого приграничного Баткена, получившей высшее образование и учёную степень в Ленинграде.
1947—1954 г. окончила среднюю школу им. М. И. Калинина. с. Орто-Боз Баткенского района Ошской области и первой из Баткенского района получает высшее образование.
1954—1958 гг. окончила школьное отделение Джалал-Абадского педучилища им. А. С. Пушкина.
1958—1963 гг. с отличием окончила исторический факультет Киргизский государственный университет.
1963—1966 гг. учится на аспирантуре философского факультета ЛГУ им. А. А. Жданова, и успешно защищает кандидатскую диссертацию в 1968 г.
1966—1972 гг. — Заведующая социологической лаборатории при кафедре философии Киргизского государственного университета (КГУ).
1972—1987 гг. — Заведующая кафедры философии КГУ.
В 1988 году — в Ленинградском государственном университете защищает докторскую диссертацию
В 1987—1992 годах — Ректор Киргизского женского педагогического института (КЖПИ) им. В. В. Маяковского (ныне — Университет им. Арабаева)
1992—1993 гг. — Профессор кафедры философии и социологии Кыргызского государственного университета (КГУ)
1993—1995 гг. — Заведующая кафедры философии и социологии Кыргызского Сельскохозяйственного Института им. В. А. Скрябина
1995—2000 гг. — Депутат Законодательного собрания Жогорку Кенеша Кыргызской Республики
2000 г.-2015 г. — Профессор философии, политологии, социологии на Кыргызском-Европейском факультете ИИМОП, Кыргызского Национального Университета им. Ж. Баласагына

## Научная деятельность
Научные труды Рахат Ачыловой направлены социологическим исследованиям, посвящены темам улучшению межнациональных отношений, определению роли семьи в обществе и решению проблем в сфере образования.
Подготовила 5 докторов наук и свыше 10 кандидатов наук.

### Труды
- «Бош убакытты жаштар кандай пайдаланат? /Социологиялык анализ/», Фрунзе,1972
- «Интернационализм — основа национальной политики КПСС», Фрунзе, 1882
- «Семья и общество», Фрунзе, 1982
- «Нация и семья», Фрунзе, 1984
- «Женское образование: прошлое и настоящее», Бишкек, 1990

Автор более 100 статей, в том числе:
- «Национальные отношения и национальная политика», Журн. «Научный коммунизм», М., 1974, 4
- «Система понятий национальных отношений». Журн. «Философские науки», М.,1982, 6

## Награды и признание
Орден Знак почёта и медали
Заслуженный деятель науки и образования Кыргызской Республики